# Guangzhou Open
Il Guangzhou Open è stato un torneo di tennis facente parte del Grand Prix giocato nel 1980 a Canton (Guangzhou in cinese) in Cina su campi in sintetico indoor.

## Albo d'oro

### Singolare
| Anno | Vincitore     | Finalista       | Punteggio |
| ---- | ------------- | --------------- | --------- |
| 1980 | Jimmy Connors | Eliot Teltscher | 6–2 6–4   |

### Doppio
| Anno | Vincitori              | Finalisti                    | Punteggio |
| ---- | ---------------------- | ---------------------------- | --------- |
| 1980 | Ross Case Jaime Fillol | Andy Kohlberg Larry Stefanki | 6–2, 7–6  |